# União pela Democracia Francesa
A União pela Democracia Francesa (em francês:  Union pour la démocratie française, UDF) foi um partido política da França.
A UDF foi fundada em 1978, como uma aliança de partidos políticos que, apoiavam a linha política seguida por Valéry Giscard d'Estaing. A aliança foi fundada, também, com o objectivo de combater o domínio do Gaullismo na direita francesa.
A UDF, ao contrário dos gaullistas, defendiam o federalismo europeu, seguiam o liberalismo económico e, aproximavam-se da democracia cristã e do liberalismo clássico.
A UDF foi um dos principais partidos da França, tendo, apesar de tudo, uma relação próxima com os Gaullistas, fazendo pactos com estes para, garantir o domínio do centro-direita.
A aliança converteu-se num partido unificado em 1997, e, em 2007, foi sucedida pelo Movimento Democrático, apesar de, muitos componentes da UDF, em 2002, terem saído e, juntarem-se ao novo partido de centro-direita, a União por um Movimento Popular.

## Membros

### Partidos fundadores da UDF
| Partidos                           | Ideologia                           |
| ---------------------------------- | ----------------------------------- |
| Centro dos Democratas Sociais      | Democracia cristã, Centrismo        |
| Clube de Perspectivas e Realidades | Centrismo, Liberalismo              |
| Partido Radical                    | Liberalismo, Radicalismo            |
| Partido Republicano                | Liberalismo conservador, Europeísmo |
| Partido Social-Democrata           | Social-democracia, Centrismo        |

## Resultados eleitorais

### Eleições presidenciais
| Data | Candidato apoiado        | 1.ª Volta | 1.ª Volta  | 2.ª Volta  | 2.ª Volta  |
| Data | Candidato apoiado        | Votos     | %          | Votos      | %          |
| ---- | ------------------------ | --------- | ---------- | ---------- | ---------- |
| 1981 | Valéry Giscard d'Estaing | 8 222 432 | 28,3 (1.º) | 14 642 306 | 48,2 (2.º) |
| 1988 | Raymond Barre            | 5 031 849 | 16,6 (3.º) |            |            |
| 1995 | Édouard Balladur         | 5 658 796 | 18,6 (3.º) |            |            |
| 2002 | François Bayrou          | 1 949 170 | 6,8 (4.º)  |            |            |
| 2007 | François Bayrou          | 6 820 119 | 18,6 (3.º) |            |            |

### Eleições legislativas
| Data | 1.ª Volta | 1.ª Volta  | 1.ª Volta | 2.ª Volta | 2.ª Volta  | 2.ª Volta | Deputados | +/- | Status   | Aliança         |
| Data | Votos     | %          | +/-       | Votos     | %          | +/-       | Deputados | +/- | Status   | Aliança         |
| ---- | --------- | ---------- | --------- | --------- | ---------- | --------- | --------- | --- | -------- | --------------- |
| 1978 | 6 128 849 | 21,5 (3.º) |           | 5 907 603 | 23,2 (3.º) |           | 121 / 491 |     | Governo  |                 |
| 1981 | 4 827 837 | 19,2 (3.º) | 2,3       | 3 489 363 | 18,7 (3.º) | 4,5       | 62 / 491  | 59  | Oposição |                 |
| 1986 | 6 008 612 | 21,4 (2.º) |           |           |            |           | 127 / 573 | 65  | Governo  | Aliança com RPR |
| 1986 | 2 330 167 | 8,3 (6.º)  | 10,9      |           |            |           | 127 / 573 | 65  | Governo  |                 |
| 1988 | 4 519 459 | 18,5 (3.º) | 10,2      | 4 299 370 | 21,2 (3.º) |           | 129 / 577 | 2   | Oposição |                 |
| 1993 | 4 731 013 | 18,7 (2.º) | 0,2       | 5 178 039 | 26,1 (3.º) | 4,9       | 207 / 577 | 78  | Governo  |                 |
| 1997 | 3 617 440 | 14,2 (4.º) | 4,5       | 5 284 203 | 20,1 (3.º) | 6,0       | 112 / 577 | 95  | Oposição |                 |
| 2002 | 1 226 462 | 4,9 (4.º)  | 9,3       | 832 785   | 3,9 (3.º)  | 16,2      | 29 / 577  | 83  | Governo  |                 |

### Eleições europeias
| Data | Votos     | %          | +/-  | Deputados | +/- | Aliança         |
| ---- | --------- | ---------- | ---- | --------- | --- | --------------- |
| 1979 | 5 588 851 | 27,6 (1.º) |      | 25 / 81   |     |                 |
| 1984 | 8 683 596 | 43,0 (1.º) | 15,4 | 21 / 81   | 4   | Aliança com RPR |
| 1989 | 5 242 038 | 28,9 (1.º) | 14,1 | 11 / 81   | 10  | Aliança com RPR |
| 1994 | 4 985 574 | 25,6 (1.º) | 3,3  | 14 / 87   | 3   | Aliança com RPR |
| 1999 | 1 638 680 | 9,3 (5.º)  | 16,3 | 9 / 87    | 5   |                 |
| 2004 | 2 053 446 | 12,0 (3.º) | 2,7  | 11 / 78   | 2   |                 |